# Centralwings

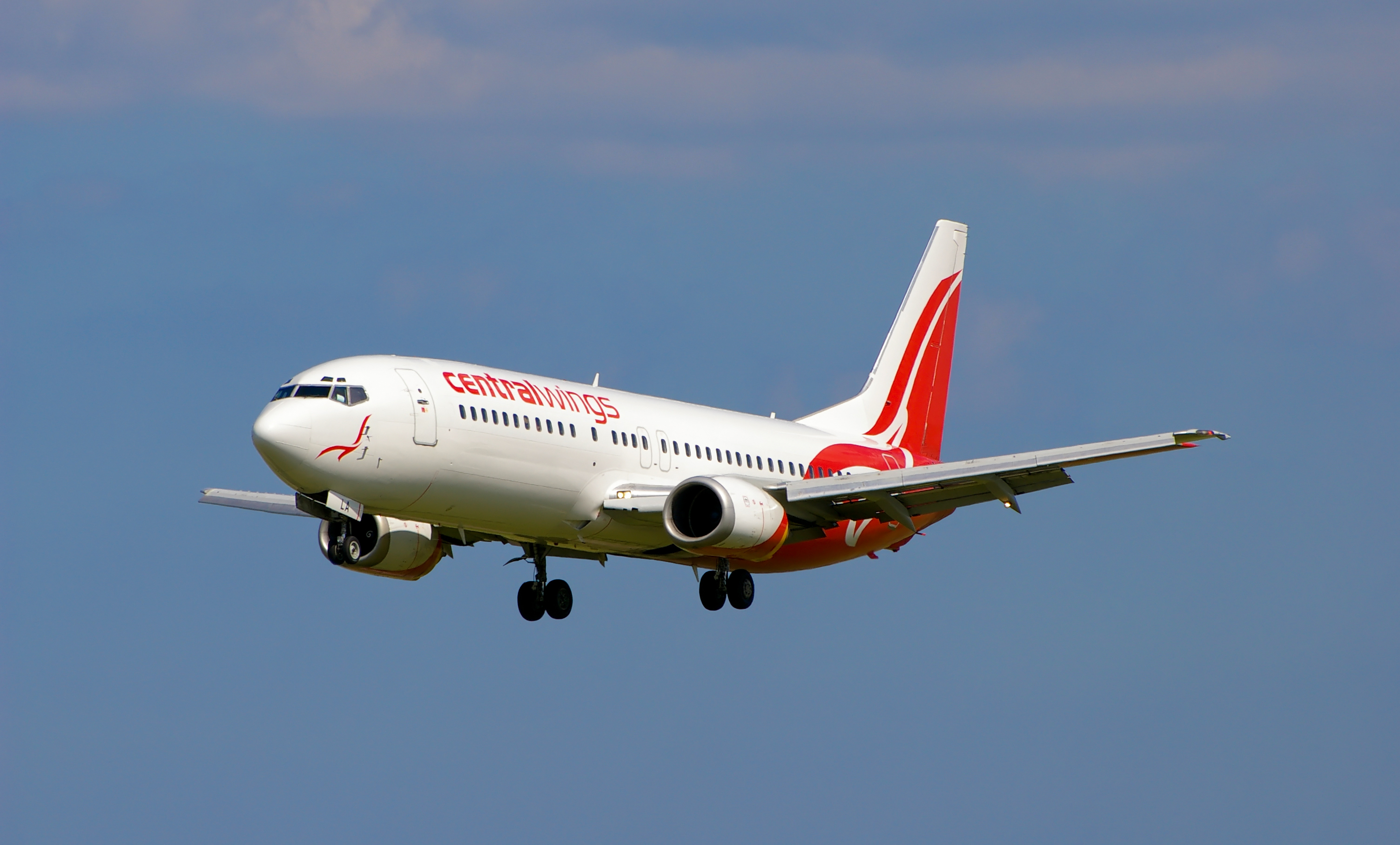
Boeing 737-400 SP-LLA w barwach Centralwings lądujący w Gdańsku.

Centralwings (kod linii IATA: C0 / kod linii ICAO: CLW) – polskie linie lotnicze będące własnością spółki Nowy Przewoźnik, należącej do Polskich Linii Lotniczych LOT, która prowadziła działalność gospodarczą w zakresie regularnego i nieregularnego transportu lotniczego oraz leasingu samolotów w formule ACMI i działające w latach 2004–2009.

## Historia
- 2004 – PLL LOT założyły spółkę filialną mającą wykonywać loty regularne jako tanie linie oraz loty czarterowe. Centralwings miała obsługiwać połączenia do miast europejskich. Polskie miasta, z których latały samoloty Centralwings, to: Gdańsk, Katowice, Kraków, Łódź, Poznań, Warszawa oraz Wrocław. Linie lotnicze Centralwings dysponowały samolotami Boeing 737 w dwóch wariantach: Boeing 737-300 i Boeing 737-400;
- za rok obrotowy 2006 Centralwings Nowy Przewoźnik sp. z o.o. poniósł 65 mln zł straty (na poziomie EBIT);
- za rok obrotowy 2007 spółka poniosła blisko 73 mln zł straty;
- w pierwszej połowie 2008 roku spółka zlikwidowała większość połączeń regularnych;
- 16 kwietnia 2008 Minister Skarbu Państwa, Aleksander Grad, w wywiadzie dla TVN CNBC Biznes, powiedział, że Centralwings, może zostać „wchłonięty” przez LOT[2];
- 21 kwietnia 2008 Polskie Linie Lotnicze LOT wydały oświadczenie, w którym potwierdzono, że Centralwings przechodzi restrukturyzację, będzie koncentrować się na lotach czarterowych i czarter-mix oraz na dochodowych połączeniach regularnych. LOT nie zamierza rezygnować z Centralwings[3].
- 29 sierpnia 2008 Zarząd sp. z o.o. Centralwings Nowy Przewoźnik przy współpracy z właścicielem PLL LOT rozpoczął program restrukturyzacyjny spółki, który miał doprowadzić do osiągnięcia rentowności spółki już w 2009 r. Od połowy września 2008 spółka zaczęła zwiększać udział lotów czarterowych i czarter-mix w ogólnej liczbie wykonywanych rejsów. Ostatecznie od 30 września samoloty Centralwings operowały tylko na tych trasach. Zarząd spółki podjął decyzje o zawieszeniu do odwołania realizacji nierentownych, tanich połączeń regularnych. Oznaczało to koniec działalności spółki jako low cost. Większość użytkowanych przez Centralwings samolotów należała do PLL LOT.
- 20 lutego 2009 stanowisko prezesa spółki objął Piotr Chajderowski[4].
- 26 marca 2009 właściciel (PLL LOT) podjął decyzję o rozwiązaniu spółki Nowy Przewoźnik i rozpoczęciu procesu likwidacji[5].
- 26 marca 2009 prezes spółki P. Chajderowski podał się do dymisji. Likwidatorem spółki został ustanowiony Jacek Bartmiński.
- 31 maja 2009 spółka zakończyła działalność. Odbył się ostatni lot w historii linii[6].
- 9 czerwca 2009 Sąd Rejonowy dla m. st. Warszawy ogłosił upadłość spółki obejmującą likwidację majątku[7].